# Chômage en Italie
Le taux de chômage en Italie et de quelque 6 % en 2007 puis monte jusqu’à 12,8 % en octobre 2014.
En mai 2019, le chômage est au plus bas depuis 2012[réf. souhaitée]. Selon l’Office des statistiques italien le taux est de 9,9 %[réf. souhaitée].
Il reste néanmoins au-dessus de la moyenne de la zone euro, qui s'élevait en avril à 7,6 %.